# ソジャーナ・トゥルース

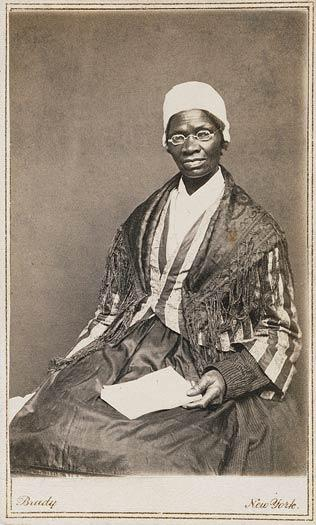
ソジャーナ・トゥルース

ソジャーナ・トゥルース（Sojourner Truth、本名：イザベラ・ボームフリー（Isabella Bomefree、その後バウムフリー（Baumfree）に改名）、1797年? - 1883年11月26日）は、アメリカ合衆国の奴隷解放活動家。ソジャーナ（たえず先へ進む人）・トゥルース（真実）の名は1843年から、自らに付けた名前だった。
彼女はニューヨーク州アルスター郡で黒人奴隷の13人兄弟の一人として生まれた。誕生の年は1797年とされるが不確かである。11歳くらいのときに奴隷として売られるまでオランダ語しか話せなかった。奴隷として数回売られ、三番目の主人のジョン・デューモントに結婚を強制され、トマスという奴隷の男性と結婚し子供を産んだ。彼らの間には五人の子供がいた。
1827年にデューモントは彼女に自由を約束したが、その約束は守られず彼女は子供と共にカナダに逃亡した。アイザック・ヴァン・ヴァーグネンの元で働いているとき、彼女はデューモントがアラバマ州で末の息子ピーターを不法に売ったことを知り、取り戻すための訴訟を起こした。1828年にニューヨーク州は奴隷制度を廃止し、彼女は1829年にニューヨークに戻り、家政婦として働き始めた。
彼女はそこで改宗し、メソジストのコミューンに加わった。1843年にはソジャーナ・トゥルースと名乗り、巡回説教師として有名になった。彼女の最も有名なスピーチは1851年にオハイオ州アクロンで行われた（私は女ではないの?）。1850年にオリーブ・ギルバートが彼女の話を聞き取り、回想録として発表した。(『The Narrative of Sojourner Truth: A Northern Slave』)
南北戦争後、彼女は新たに解放された奴隷のために働いた。解放された奴隷達に新たな土地を与えるよう議会に誓願した。
彼女は1883年にミシガン州バトルクリークで死去した。
1997年には、NASAマーズ・パスファインダー計画のロボット探索車が彼女に因んで「ソジャーナ」と命名された。 
彼女の生涯はアン・ロックウェルによって『とどまることなく』(Only Passing Through: The Story of Sojourner Truth (2000)国土社刊)で紹介された。